# يوم الدبلوماسية (مصر)
يوم الدبلوماسية المصرية تحتفل وزارة الخارجية المصرية يوم 15 مارس من كل عام بيوم الدبلوماسية المصرية والذي يتوافق مع ذكرى عودة عمل وزارة الخارجية المصرية بعد إعلان الاستقلال عن بريطانيا في 28 فبراير 1922 بموجب تصريح 28 فبراير 1922، وذلك إثر إلغاء وزارة الخارجية المصرية لمدة سبع سنوات بعد إعلان الحماية البريطانية على مصر عام 1914 باعتبارها أحد أهم مظاهر السيادة والاستقلال وتحويل اختصاصاتها إلى المندوب السامي البريطاني، حيث أبلغت الحكومة البريطانية في يوم 15 مارس 1922 الدول التي كان لها ممثلون في القاهرة بأن الحكومة المصرية قد «أصبحت الآن حرة في إعادة وزارة الخارجية، ومن ثم فإن لها إقامة تمثيل دبلوماسي وقنصلي في الخارج».

## تاريخ
تشير الوقائع التاريخية أنه منذ البدايات الأولى للتفكير في إنشاء ما أصبح فيما بعد وزارة الخارجية، منذ يونيه 1819 حين وجه محمد علي أمراً إلى «الخواجا باغوص بك يوسفيان لتولي وظيفة الترجمان» باعتباره من متحدثي لغات عدة منها التركية والأرمنية واليونانية والإيطالية والفرنسية لتولي الاتصال بالجاليات الأجنبية في مصر والتعامل في بعض الأمور مع «بحر بره» (المجتمع الدولي كما كان يطلق عليه آنذاك)، وحتى استقرار العمل بوزارة الخارجية ما بعد 15 مارس 1922، فقد احتلت الخارجية مكاناً خاصاً في الجهاز الحكومي المصري وتحت أي مسمى كانت تحمله على مر العصور، وظلت رمزاً من أهم رموز السيادة والاستقلال الوطنيين، وهذه الحقيقة هي ما أدت إلى القرار البريطاني بالإصرار على إلغاء وزارة الخارجية ضمن تبعات قرار إعلان الحماية البريطانية على مصر في 19 ديسمبر 1914 كمظهر من مظاهر التبعية لبريطانيا حيث تشكلت لأول مرة وزارة حسين رشدي الثانية بدون وزارة خارجية، وفرضت الحكومة البريطانية أن يكون المندوب السامي البريطاني هو وزير الخارجية أسوة بما تم مع تونس ومراكش.

## مصير الخارجية مابعد الحرب العالمية
ومع انتهاء الحرب العالمية الأولى في نوفمبر 1918 واندلاع ثورة 1919 طرح موضوع إعادة وزارة الخارجية المصرية كأحد أهم مظاهر استعادة الاستقلال الوطني، وقد استمر الحوار بين الجانبين على قضية إعادة عمل وزارة الخارجية المصرية ثلاث سنوات. وطرح الأمر على ثلاثة مراحل: الأولى حين أشارت لجنة ملنر في تقريرها عن اجتماعات الوفد المصري برئاسة سعد زغلول واللجنة خلال شهري يونيو وأغسطس 1920 بالنص «أدركنا ونحن في مصر أن المصريين جميعهم، والسلطان ووزراؤه في جملتهم، يرومون أن تمَثل بلادهم سياسياً في الخارج مهما اختلفت آراؤهم في المسائل الأخرى، وكانوا كلهم ممتعضين من إلغائنا منصب وزير الخارجية عند إعلاننا الحماية وتسليمنا وزارة الخارجية إلى المندوب السامي البريطاني». كما سبق أن رصد المندوب السامي البريطاني في تقرير سري له في ديسمبر 1918 نمو طموحات المسئولين المصريين إلى «الحلول محل تركيا كأولى دول العالم الإسلامي»، وإن لم تنجح هذه المحاولة الأولى في إعادة عمل الخارجية المصرية في ظل استمرار الحماية البريطانية على مصر، مع إصرار الجانب البريطاني على أن تبقى إدارة جميع العلاقات الخارجية في يد بريطانية.
المحاولة الثانية
إثر الإعلان البريطاني في 26 فبراير 1921 «أن الحماية علاقة غير مرضية» بين البلدين، وإن لم يتم في إطار هذا الإعلان إعادة عمل وزارة الخارجية كذلك خوفاً من انفتاح مصر على دول تنافس بريطانيا العظمى، وقلقاً من سعي مصر لتبوأ موقعها كقوة إقليمية كبرى مما قد يضر بالمصالح البريطانية، حيث أصرت بريطانيا على عدم تضمين تشكيل وزارة عدلي باشا يكن وزارة الخارجية وذلك في الرد على طلب تضمينها في التشكيل الوزاري متذرعة «بأن التسليم بتعيين وزير خارجية لمصر يتعارض مع الأسس التي وضعتها وزارة الخارجية البريطانية للمفاوضات»، وحتى حين وافقت الخارجية البريطانية لاحقاً على إعادة وزارة الخارجية قيدت موافقتها بشروط عديدة منها اشتراط الحصول على موافقة بريطانيا العظمى على جميع الاتفاقيات السياسية، مما أدى إلى رفض الجانب المصري الاقتراحات البريطانية وتأجيل عودة وزارة الخارجية.
وجاءت المرحلة الثالثة لمساعي إعادة عمل الخارجية المصرية مع استقالة وزارة عدلي باشا يكن في 8 ديسمبر 1921 بدأت مفاوضات تشكيل حكومة جديدة على يد عبد الخالق ثروت باشا والذي أصر في ديباجة برنامجه السياسي لتشكيل الحكومة على «تصريح الحكومة البريطانية بإلغاء الحماية والاعتراف باستقلال مصر بادئ ذي بدء»، ثم مباشرة «بإعادة وزارة الخارجية وتمثيل خارجي من سفراء وقناصل».
وقد قنعت بريطانيا في نهاية المطاف بأن تسعى إلى إيقاف الانفتاح المصري على العالم من خارج مصر بدلاً من تقييد حركة وزارة الخارجية داخلياً، وهو ما انعكس في الكتاب الدوري الذي أرسلته حكومة لندن إلى كافة ممثليها في الخارج في 15 مارس 1922 فيما أسماه أللنبي «بمبدأ مونرو البريطاني» ليبلغه السفراء البريطانيين إلى الحكومات المعتمدين لديها، وتضمن ما يلي:
1. سيكون للحكومة المصرية حرية إعادة إنشاء وزارة للخارجية تمهيداً لتمثيل مصر في الخارج تمثيلاً دبلوماسياً وقنصلياً
2. لن تمد بريطانيا العظمى في المستقبل حمايتها على الرعايا المصريين في البلاد الأجنبية إلا في حدود ما تطالبها به الحكومة المصرية وإلى حين تمثيل مصر الدبلوماسي في هذه البلاد.
3. أن إنهاء الحماية البريطانية على مصر لن يمس الأوضاع القائمة بالنسبة للدول الأخرى في مصر بأي تغيير.
4. إن رخاء مصر وسلامتها ضروريان لأمن الإمبراطورية البريطانية، ولذلك فإنها ستحتفظ على الدوام بالطابع الخاص للعلاقات بينهما من حيث أن هذا الوضع مصلحة بريطانية قصوى، وقد أوضح الاعتراف البريطاني باستقلال مصر وسيادتها هذا الوضع.
5. بناء على هذا المبدأ ستعتبر محاولة أي من تلك الدول التدخل في شئون مصر عملاً عدائياً، كما ستعتبر أي عدوان على الأراضي المصرية عملاً تعاقب عليه بكل الوسائل التي تملكها.

كما تم إبلاغ ممثلي الدول الأجنبية في مصر يوم 15 مارس 1922 «أن الحكومة المصرية قد أصبحت الآن حرة في إعادة وزارة الخارجية، ومن ثم فإن لها إقامة تمثيل دبلوماسي وقنصلي في الخارج»، وصدر منشور يوم 16 مارس 1922 موجه لممثلي الدول الأجنبية في مصر بتعيين عبد الخالق ثروت باشا وزيراً للخارجية وبأن اتصالاتهم في المستقبل سوف تتم مباشرة من خلاله.
كان أول مقر لوزارة الخارجية بعد عودتها للعمل هو قصر البستان بحي باب اللوق بوسط القاهرة، واستمر عمل عبد الخالق ثروت باشا وزيراً الخارجية مع مجموعة محدودة في تصريف أعمال الوزارة لمدة عامين على نفس النظام الإداري الساري قبل 1914، حتى تم إصدار أول قرار بتقسيم وتنظيم إدارات وزارة الخارجية في 4/8/1923 إلى 7 أقسام، تلاه قرار جديد في 29/11/1925 بتحديد اختصاصات إدارات الوزارة وتوزيع الأعمال عليها، ثم توالت بعد ذلك القرارات والقوانين التي أصبحت تحكم العمل في السلك الدبلوماسي والقنصلي ويجري تطويرها بما يتلاءم مع تطورات العصر والمتطلبات المتزايدة والمتنوعة للعمل الدبلوماسي والقنصلي.
وفي لمحة سريعة عن تطور مستوى التمثيل الأجنبي في جمهورية مصر العربية، والتمثيل المصري في الخارج، نشير أن البداية كانت قبل عام 1914 حيث انحصر التمثيل الخارجي في مستوى وكيل أو قنصل عام، ثم بعد إعلان 1922 وحتى عام 1936 توقف مستوى التمثيل للبعثات الأجنبية في القاهرة عند درجة وزير مفوض ووقفت بريطانيا ضد أية محاولات لرفع مستوى التمثيل إلى درجة سفير، ولم يتغير الوضع إلا بعد التوصل إلى معاهدة الصداقة والتحالف بين مصر وبريطانيا العظمى في 26 أغسطس عام 1936 والتي نصت مادتها الثانية على «أنه يقوم من الآن فصاعداً بتمثيل صاحب الجلالة الملك لدى بلاط جلالة ملك مصر وبتمثيل صاحب الجلالة ملك مصر لدى بلاط سان جيمس سفراء معتمدون بالطرق المرعية».
أما بالنسبة لتطور حجم التمثيل الدبلوماسي المتبادل، فقد كان في القاهرة غداة إعلان استقلال مصر يوم 28 فبراير 1922 ممثلون لسبع عشرة دولة بصفتهم وكلاء وقناصل عموميين، تطور خلال الفترة من 1922 حتى انضمام مصر إلى عصبة الأمم إلى 26 دولة، وتوالت بعد ذلك افتتاح السفارات والقنصليات ومكاتب المنظمات الدولية والإقليمية في مصر لتبلغ حالياً 240 بعثة دبلوماسية في القاهرة التي أصبحت واحدة من أكبر مراكز استقبال التمثيل الدبلوماسي في العالم.
وبالنسبة للتمثيل الدبلوماسي المصري في الخارج، فقد بدأت أولى خطوات السلك الدبلوماسي والقنصلي المصري بالخارج بأربع بعثات فقط لحين تشكيل الكوادر اللازمة من رؤساء بعثات وأطقم دبلوماسية وإدارية، حيث صدر أول مرسوم ملكي في 24 سبتمبر عام 1923 بتعيين مندوبين فوق العادة ووزراء مفوضين: عبد العزيز عزت باشا في لندن، محمود فخري باشا في باريس، أحمد زيور باشا في روما، وسيف الله يسري باشا في واشنطن.
ومع اتساع رقعة العلاقات المصرية بالعالم الخارجي وتشعبها تزايدت أعداد الممثليات المصرية في الخارج حيث بلغ عددها في عام 1936 حوالي 57 ممثلية (تنوعت بين 23 مفوضية أو سفارة، واثنتي عشر قنصلية عامة، وواحد وعشرون قنصلية ومأمورية واحدة)، وتزايدت هذه السفارات مع اضطراد العلاقات المصرية الخارجية وزيادة حجم المصالح المصرية وسفر المواطنين المصريين إلى مختلف أنحاء المعمورة لتبلغ حالياً حوالي 162 سفارة وقنصلية ومكتب رعاية مصالح ومكتب تمثيل تابعين لجمهورية مصر العربية في الخارج. ويقدر عدد الدبلوماسيين العاملين بالبعثات المصرية بالخارج وديوان وزارة الخارجية بالقاهرة إجماليا عدد 980 دبلوماسي من كافة درجات السلك الدبلوماسي والقنصلي مشهود لهم دولياً بالمستوى الرفيع والمتميز الذي يليق بالمدرسة الدبلوماسية المصرية، يتم تعيينهم في الوزارة وإيفادهم للخارج عبر مرحلتين مختلفتين من الامتحانات التحريرية والشفوية ويعاونهم في ذلك طاقم مالي وإداري على درجة عالية من الكفاءة، ليبلغ إجمالي عدد العاملين بوزارة الخارجية من مختلف كوادر الدولة (كوادر دبلوماسية وإدارية وكوادر معاونة) في الداخل والخارج حوالي خمسة ألاف فرد.

## وصلات خارجية
- وزارة الخارجية تحيي «يوم الدبلوماسية المصرية» - الأهرام
- السبت.. الخارجية تحيي ذكرى يوم الدبلوماسية المصرية - أخبار اليوم
- الخارجية تحي غدًا السبت يوم الدبلوماسية المصرية - الدستور
- بالصور.. فهمى في يوم الدبلوماسية المصرية: سنضع رسالة جديدة للمرحلة المقبلة.. ونبيل العربى: الخارجية المصرية لها دور محورى في قضية طابا.. والرئيس أبلغنى بتكريم كل من ساهم في استعادتها " - اليوم السابع
- فهمي يشهد إحياء يوم الدبلوماسية المصرية بحضور دبلوماسي رفيع - مصراوي
- الخارجية في أسبوع.. إحياء يوم الدبلوماسية المصرية وزيارة من رئيس الـ"PAM" - حرية